# Rakotule
 Rakotule  (olaszul: Raccotole di Montona) falu Horvátországban, Isztria megyében. Közigazgatásilag  Karojbához tartozik.

## Fekvése
Az Isztria középső részén, Pazintól 12 km-re északnyugatra, községközpontjától 2 km-re nyugatra fekszik. Településrészei Konobari, Kramari, Kuzmi, Martineli, Milići, Močitada, Nadalini, Pahovići, Pupičići, Rapki, Radoslavi és Špinovci az itt élt családok neveit őrzik.

## Története
Területe már ősidők óta lakott volt. Močitada nevű településrészén egykor vár is állt, melyet a latin források „Mons Civitas” néven említenek. A vár még a történelem előtti időben épült, a rómaiak megerősítették és még a bizánci fennhatóság idején is őrtoronyként szolgált. Rakotule plébániáját 1580-ban alapították, plébániatemplomát is a 16. században építették.
A településnek 1857-ben 261, 1910-ben 361 lakosa volt. Az első világháború után a rapallói szerződés értelmében Isztria az Olasz Királysághoz került. A második világháború után Jugoszlávia része lett. A település Jugoszlávia felbomlása után 1991-ben a független Horvátország része lett. 2011-ben 226 lakosa volt. Lakói főként mezőgazdasággal (szőlő-, zöldség- és gyümölcstermesztés) foglalkoznak.

## Nevezetességei
- Szent Rókus tiszteletére szentelt plébániatemploma a 16. században épült. A sekrestyében őrzött szentségtartón az 1560-as évszám olvasható. 1861-ben és 1934-ben bővítették. Említésre méltó márványoltára fából faragott Madonna, Szent Rókus és Szent József  szobraival. A templomban két 17. századi sírkőlap is található, az egyik a Kramar családé, a másik Pavol Starić plébánosé.  A sekrestye új ajtajának beépítésekor a vakolat alatt a Szent Keresztet ábrázoló 16. századi freskóra bukkantak. Ezt a freskótöredéket  ma Porečben őrzik. 22 méter magas harangtornya 1850-ben épült.
- A temetőben áll Szent Miklós tiszteletére szentelt temploma,[2] melyet a 14. században a gazdag velencei Barbo család támogatásával építettek, a 15. században hosszirányban bővítettek. Belsejében jó állapotban maradtak fenn a középkori freskók és a glagolita feliratok jelentős részei. 14. századi itáliai művészek alkotásai. Az apszisban a Maiestas Domini, Szent Miklós és ismeretlen szentek ábrázolása, az oldalfalakon Szent Miklós legendájából láthatók jelenetek.
- Konobari nevű településrészén áll Szent Mária Magdolna tiszteletére szentelt 12. századi temploma. Története során többször is átépítették. Az utolsó  nagyobb mérvű átépítése a 18. században történt a vižinadai nagybirtokos Raguzzi család költségén, melynek a templom környékén voltak a birtokai. A templomnak kőből épített oltára van, harangját 1607-ben öntötték.

## Lakosság
| Lakosság változása | Lakosság változása | Lakosság változása | Lakosság változása | Lakosság változása | Lakosság változása | Lakosság változása | Lakosság változása | Lakosság változása | Lakosság változása | Lakosság változása | Lakosság változása | Lakosság változása | Lakosság változása | Lakosság változása | Lakosság változása |
| ------------------ | ------------------ | ------------------ | ------------------ | ------------------ | ------------------ | ------------------ | ------------------ | ------------------ | ------------------ | ------------------ | ------------------ | ------------------ | ------------------ | ------------------ | ------------------ |
| 1857               | 1869               | 1880               | 1890               | 1900               | 1910               | 1921               | 1931               | 1948               | 1953               | 1961               | 1971               | 1981               | 1991               | 2001               | 2011               |
| 261                | 270                | 278                | 329                | 336                | 361                | 374                | 461                | 426                | 412                | 367                | 303                | 258                | 228                | 234                | 226                |